# Danijel Pranjić
Danijel Pranjić (Našice, 2 de Dezembro de 1981) é um ex-futebolista croata que atuava como meia. Atualmente, é o treinador assistente do NK Trnje Zagreb.

## Carreira em clubes
Pranjić começou a sua carreira no NAŠK. Ele jogou pelo NK NAŠK, NK Papuk, NK Belišće e NK Osijek, antes de se transferir para um time maior da Croácia, o Dinamo Zagreb, em 2004. Em 2006, foi contratado pelo SC Heerenveen, dos Países Baixos. Devido as suas boas performances pelo clube neerlandês, o jogador começou a ser seguidamente convocado para a Seleção Croata, chegando a jogar a Eurocopa 2008. Ele começou a temporada 2008-09 do Campeonato Holandês marcando quatro gols nos seus três primeiros jogos. Danijel fez seu primeiro hat-trick na Copa da Holanda, em 12 de novembro de 2008, em uma vitória de 7-0. Em 31 de janeiro de 2009, ele marcou o único gol em uma vitória do Heerenveen ant o AFC Ajax. Um mês depois, o meio-campo converteu um pênalti que deu ao seu time a vitória de 3-2 contra o PSV.
Danijel venceu a Copa KNVB com o Heerenveen, no final da temporada 2008-09, em uma de suas últimas partidas no time. Em junho de 2009, o  Bayern Munique anunciou que Pranjić assinaria contrato pelo clube.. A 13 de Julho de 2012 transferiu-se para o Sporting Clube de Portugal, assinando por três anos. Ele jogou nove jogos pelo Sporting antes de se juntar ao clube espanhol da Celta de Vigo em janeiro de 2013 por empréstimo até o final da temporada. Em 30 de agosto de 2013, Pranjić e Sporting rescindiram o contrato de comum acordo.
Em 2 de setembro de 2013, foi anunciado oficialmente que Pranjić havia assinado com o Panathinaikos por três anos. Ele fez sua estreia profissional em um empate 1-1 fora de casa contra o Platanias FC.
Em 11 de setembro de 2016, Pranjić ingressou no clube esloveno FC Koper em uma transferência gratuita. Em 21 de julho de 2017, Pranjić assinou com o clube cipriota Anorthosis. Em 1 de julho de 2019, Pranjić assinou com Ayia Napa, competindo na segunda divisão cipriota. Em 1 de julho de 2020, Pranjić assinou com Omonia Psevda, sendo o último clube em sua carreira.

## Carreira internacional
Convocado para jogar em um papel mais defensivo pela Croácia pelo treinador Slaven Bilić, Pranjić foi o único croata a iniciar todos os quatro jogos na UEFA Euro 2008. Pranjić deu uma assistência a Darijo Srna para abrir o placar na vitória da sua seleção por 2 a 1 contra a Alemanha. O meia também assistiu Ivan Klasnić no único gol do próximo jogo, uma vitória de 1 a 0 contra a Polônia.
No total, Pranjić soma 58 jogos pela seleção croata.